# Comissió Electoral (Nova Zelanda)
La Comissió Electoral és una entitat governamental neozelandesa encarregada de l'administració de les eleccions parlamentàries, administració de referèndums, promoure la conformitat amb les lleis electorals, facilitar el treball de la Comissió de la Representació i la provisió d'ajuda i investigació sobre afers electorals.

## Història

### Comissió Electoral prèvia
La Comissió Electoral prèvia (1993-2010) va ser una agència governamental responsable de l'administració de certs aspectes del sistema electoral neozelandès. Era una entitat independent de la Corona, no formava part de cap departament o cap ministeri, i estava establerta sota l'Acta Electoral 1993 (Electoral Act 1993). Treballava amb dues altres comissions, l'Oficina Electoral en Cap (Chief Electoral Office) i el Centre del Registre Electoral (Electoral Enrolment Centre).
Les quatre funcions principals de la Comissió Electoral prèvia eren:
- El registre de partits polítics. La comissió era responsable de l'escrutini i aprovació de tots els canvis al registre electoral. Una posició en el registre permet als partits participar en les eleccions generals. Els partits no registrats poden nominar a candidats individuals en circumscripcions, però no estan permesos rebre vots proporcionals sota el sistema electoral de representació proporcional mixta. La comissió ha d'estar satisfeta amb el registre d'un partit polític, com ara quan un partit té 500 membres financers.
- L'assignació de finançament en la radidifusió. Els partits polítics reben finançament públic per qualsevol comunicat que fan per radidifusió en una campanya electoral. La comissió és responsable de dividir aquest finançament públic entre els partits, segons factors com ara el nombre de membres en un partit, el nombre de diputats actuals, el rendiment històric d'un partit i les enquestes electorals.
- La supervisió de declaracions financeres. Per a reduir la corrupció, els partits han de presentar a la comissió la quantitat de diners que han rebut com a donacions i la quantitat de diners que han gastat fent campanya.
- L'educació pública sobre les eleccions. La comissió s'encarregava d'assegurar-se que el públic entengués el mètode de com funcionen les eleccions a Nova Zelanda.

Per gran part de la feina a fer, aquesta Comissió Electoral consistia en quatre membres: un president, un director executiu, el Ministre de Justícia i el jutge en cap de la Cort de Terra Maori. Formalment, dos membres afegits, un nomenat pel govern i un per l'oposició, participaven en la repartició del finançament en la radidifusió. Aquesta participació generalment no era apreciada pels partits minoritaris, ja que el Partit Laborista i el Partit Nacional injustament monopolitzaven el finançament. Aquests membres afegits van ser remoguts per l'Act Financera Electoral (Electoral Finance Act) de 2007.

### Reestructuració de 2010
L'Acta Electoral (Administració) de 2010 fou aprovat unànimament per la Cambra de Representants, esdevenint llei l'1 d'octubre de 2010. En aquesta data es va establir la nova Comissió Electoral la qual fou donada responabilitat general per a administrar les eleccions.

## Objectius i funcions
L'Acta Electoral de 1993 definia els objectius i funcions de la Comissió Electoral:
| Objectius - Facilitar la participació en una democràcia parlamentària; - Promoure la comprensió pública del sistema electoral; - Fer mantenir confiança en l'administració del sistema electoral. | Funcions - Preparar i conduir les eleccions generals, eleccions parcials i referèndums; - Assignar finançament públic a partits polítics registrats a través de radidifusió per ràdio i televisió; - Promoure la comprensió pública dels afers electorals a través d'educació pública electoral i programes amb informació; - Aconsellar al Ministre de Justícia i la Cambra de Representants sobre afers electorals; - Informar a partits polítics, candidats i tercers per a obeir la llei sobre afers electorals administrats per la comissió; - Compilar i mantenir el cens electoral. |